# Rainer Hess (Romanist)
Rainer Hess (* 15. April 1936 in Karlsruhe; † 8. März 2004 in Freiburg im Breisgau) war ein deutscher Romanist, Lusitanist und Literaturwissenschaftler.

## Leben und Werk
Hess wurde 1961 bei Hugo Friedrich in Freiburg promoviert über Das romanische geistliche Schauspiel als profane und religiöse Komödie. 15. und 16. Jahrhundert (München 1965, spanisch: Madrid 1976). Danach war er DAAD-Lektor, von 1962 bis 1965 an der Universität Lissabon und ab 1965 an der Sorbonne in Paris. Er habilitierte sich 1969 an der Universität Erlangen-Nürnberg als Assistent von Gustav Siebenmann über Die Anfänge der modernen Lyrik in Portugal: 1865–1890 (München 1978, portugiesisch: Lisboa 1999).
1970 wurde er auf einen Lehrstuhl für romanische Philologie an der Albert-Ludwigs-Universität Freiburg berufen. Einen Ruf nach Osnabrück lehnte er ab (1974). Hess war von 1993 bis 1997 der erste Präsident des Deutschen Lusitanistenverbandes (DLV).

## Veröffentlichungen (Auswahl)
- Internationales Repertorium der Lusitanistik und Brasilianistik. Freiburg 1978
- mit Mireille Frauenrath, Gustav Siebenmann, [später] Tilbert Stegmann: Literaturwissenschaftliches Wörterbuch für Romanisten. Frankfurt 1971, 4. Auflage Tübingen 2003 (spanisch: Madrid 1995)
- als Hrsg.: Portugiesische Romane der Gegenwart. Interpretationen. Vervuert, Frankfurt am Main 1992, ISBN 978-3-89354-540-7.
- als Hrsg.: Portugiesische Romane der Gegenwart. Neue Interpretationen. TFM, Frankfurt am Main 1993, ISBN 978-3-925203-32-9.